# Bruce Schneier

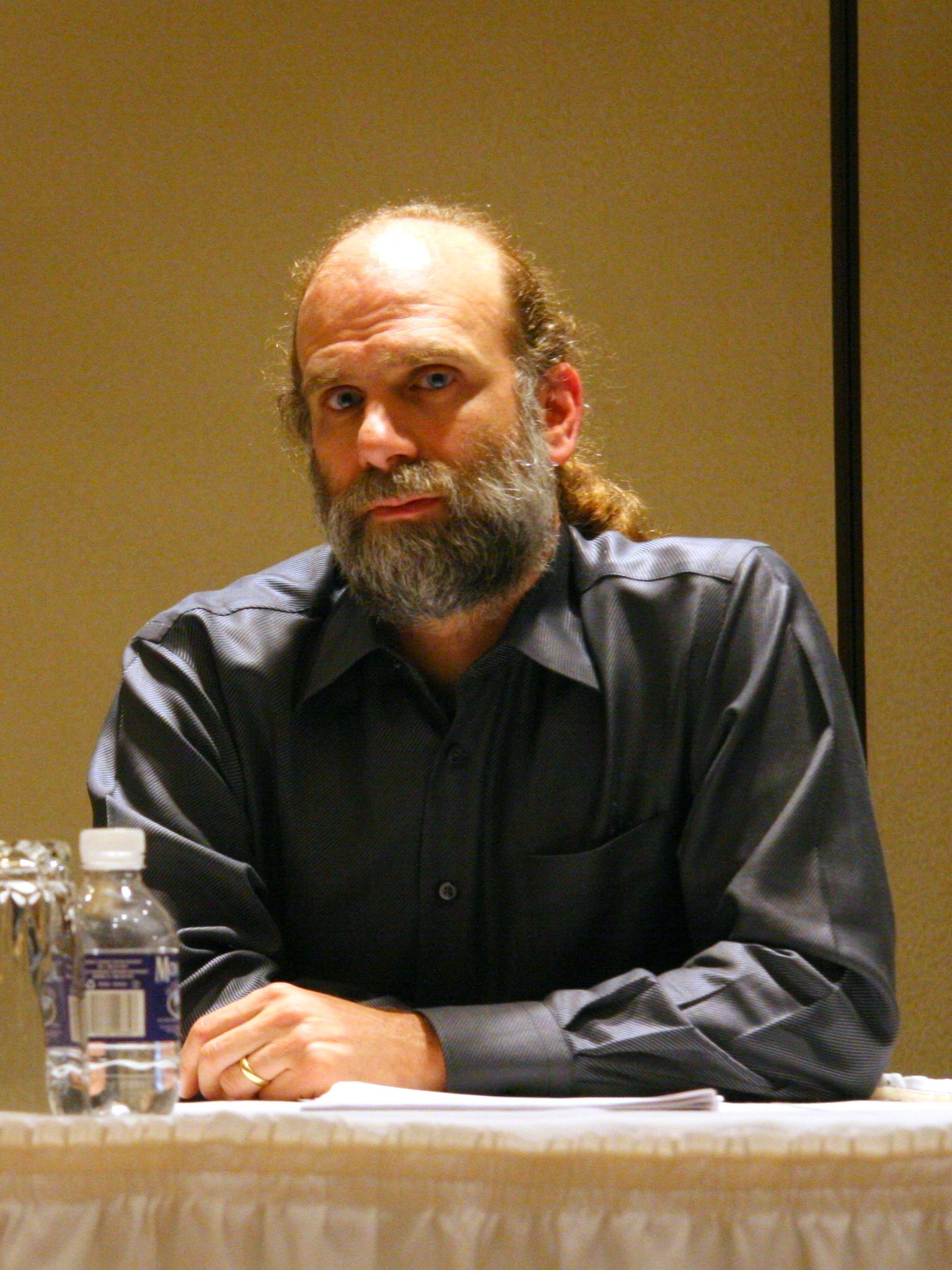
Bruce Schneier

Bruce Schneier (ur. 15 stycznia 1963) – amerykański kryptograf i specjalista z zakresu bezpieczeństwa teleinformatycznego. Autor książek opisujących zagadnienia bezpieczeństwa teleinformatycznego oraz kryptografii. Jest także założycielem oraz dyrektorem technicznym firmy BT Counterpane.

## Edukacja
Bruce Schneier posiada dyplom magistra nauk komputerowych American University oraz dyplom inżyniera fizyki Uniwersytetu w Rochester. Przed założeniem BT Counterpane pracował w Departamencie Obrony Stanów Zjednoczonych a później w AT&T.

## Publikacje z zakresu kryptografii
Książka Kryptografia dla praktyków (Applied Cryptography) jest jedną z bardziej znanych w świecie pozycji dotyczących kryptografii. Bruce Schneier zaprojektował lub współuczestniczył w projektowaniu kilku powszechnie używanych algorytmów kryptograficznych, w tym szyfrów blokowych: Blowfish, Twofish oraz MacGuffin; szyfrów strumieniowych: Helix i Phelix oraz generatora liczb pseudolosowych Fortuna. Jest również współautorem kryptograficznej funkcji skrótu Skein. Stworzył szyfr Solitaire przeznaczony dla osób nieposiadających fizycznego dostępu do komputera. Jest autorem wielu publikacji akademickich.
Bruce Schneier tłumaczy swoje pierwsze sukcesy naiwnym, czysto matematycznym i akademickim podejściem do spraw, które odnoszą się do działań zwykłych ludzi. W Kryptografii dla praktyków twierdzi, że prawidłowa implementacja algorytmów zapewnia poufność, a poprawne stosowanie protokołów zapewnia bezpieczeństwo bez względu na inne czynniki.
Obecnie Schneier uważa, że pokładanie nadziei w matematycznych gwarancjach bezpieczeństwa nie zdało egzaminu. W swojej książce Secrets and Lies opisuje przypadek korporacji, która używając algorytmu RSA do zabezpieczania treści swoich danych, borykała się z problemem używania przez swoich pracowników kluczy na „złożonych, niestabilnych i pełnych błędów” systemach komputerowych. Rozwiązania z zakresu bezpieczeństwa komputerowego muszą brać pod uwagę niedoskonałości sprzętu komputerowego, oprogramowania, ludzi, ekonomii i biznesu. Tym, którzy chcą implementować bezpieczne systemy Scheneier poleca swoją książkę, napisaną wspólnie z Nielsem Fergusonem, pod tytułem Kryptografia w praktyce (Practical Cryptography).

## Publikacje z zakresu bezpieczeństwa teleinformatycznego
W roku 2000 Schneier opublikował książkę Secrets and Lies: Digital Security in a Networked World, a w 2003 Beyond Fear: Thinking Sensibly About Security in an Uncertain World.
Bruce Schneier jest autorem dostępnego dla wszystkich, ukazującego się co miesiąc newslettera, opisującego zagadnienia związane z bezpieczeństwem, pod nazwą Crypto-Gram, a także internetowego bloga .
Jest osobą relatywnie często przytaczaną w prasie w odniesieniu do zagadnień związanych z różnymi aspektami bezpieczeństwa – w tym nie tylko komputerowego.

## Publikacje
- Bruce Schneier. Kryptografia dla praktyków (Applied Cryptography), John Wiley & Sons, 1994. ISBN 0-471-59756-2.
- Bruce Schneier. Protect Your Macintosh, Peachpit Press, 1994. ISBN 1-56609-101-2.
- Bruce Schneier. E-Mail Security, John Wiley & Sons, 1995. ISBN 0-471-05318-X.
- Bruce Schneier. Kryptografia dla praktyków (Applied Cryptography), druga edycja, John Wiley & Sons, 1996. ISBN 0-471-11709-9.
- Bruce Schneier, John Kelsey, Doug Whiting, David Wagner, Chris Hall, Niels Ferguson. The Twofish Encryption Algorithm, John Wiley & Sons, 1996. ISBN 0-471-35381-7.
- Bruce Schneier, David Banisar. The Electronic Privacy Papers, John Wiley & Sons, 1997. ISBN 0-471-12297-1.
- Bruce Schneier. Secrets and Lies, John Wiley & Sons, 2000. ISBN 0-471-25311-1.
- Bruce Schneier. Beyond Fear: Thinking Sensibly about Security in an Uncertain World, Copernicus Books, 2003. ISBN 0-387-02620-7.
- Niels Ferguson, Bruce Schneier. Kryptografia w praktyce (Practical Cryptography), John Wiley & Sons, 2003. ISBN 0-471-22357-3.
- Schneier, Bruce. Schneier on Security, John Wiley & Sons, 2008. ISBN 978-0-470-39535-6.
- Ferguson, Niels; Schneier, Bruce; Kohno, Tadayoshi. Cryptography Engineering, John Wiley & Sons, 2010. ISBN 978-0-470-47424-2.
- Schneier, Bruce. Liars and Outliers: Enabling the Trust that Society Needs to Thrive, John Wiley & Sons, 2012. ISBN 978-1-118-14330-8.